# 벵갈 (고양이)
벵갈(Bengal)은 이집션 마우와 삵(Prionailurus bengalensis)의 교배종인 고양이이다. 품종명은 삵의 분류학적 이름에서 유래했다.
벵갈은 야생적인 특성이 강하며, 황금빛 빛깔은 삵 조상에서 비롯되며, 털은 반점과 장미꽃무늬, 화살촉 무늬 또는 마블링과 같은 무늬가 나타난다.

## 역사
초기에는 단지 한두 세대만 번식한 후에 중단되었다. 진 밀은 야생 고양이와 같은 털을 가진 집고양이를 만들기로 결심하였다.
캘리포니아의 진 밀은 현대 벵갈 품종의 공로를 인정받았다. 포모나 칼리지에서 심리학 학위를 받았고, 데이비스 캘리포니아 대학교에서 유전학 대학원 과정을 이수했다.
그녀는 삵과 집고양이와의 교배를 성공시켰다. 하지만 벵갈은 품종으로서 훨씬 나중에 인정되었다. 1970년, 밀은 사육 노력을 재개했고 1975년 윌러드 센터월이 로마 린다 대학의 유전자 검사에 사용하기 위해 사육한 벵갈 고양이들을 받았다.
1983년 국제고양이협회(TICA)에 의해 공식적으로 받아들여졌다. 벵갈 고양이는 1991년에 챔피언십 지위를 얻었다. 1997년 캣 팬시 이사회(GCCF)는 벵갈 고양이를 받아들였다. 1999년 국제 고양이 연맹(FIFE)은 벵갈 고양이를 등록부에 등록시켰다. 고양이 애호가 협회(CFA)는 벵갈 고양이를 등록부에 등록시킨 마지막 단체들 중 하나였다.

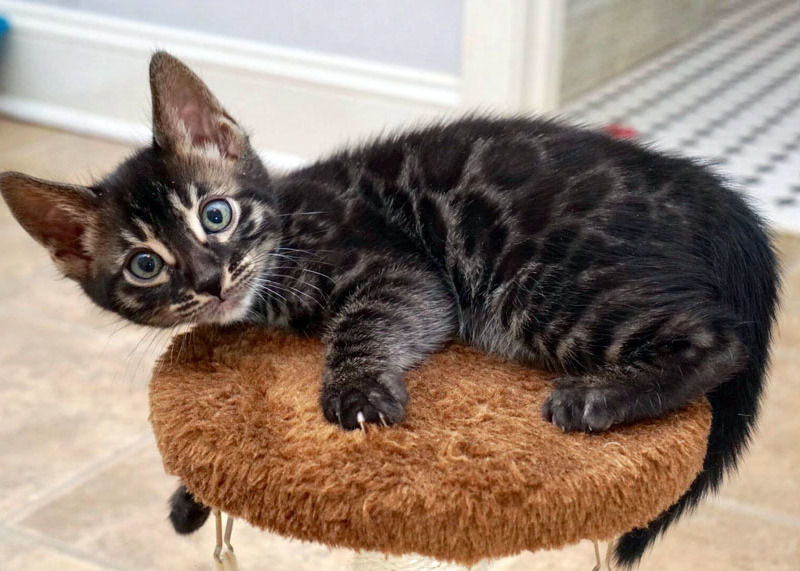
흰색 고글을 쓴 듯한 모습을 하고 있는 벵갈 고양이

## 유명도
벵갈 고양이는 1980년대에 더 많이 개발되었다. 1992년에 국제 고양이 협회는 125마리의 등록된 벵갈 고양이 사육자를 가지고 있었다. 2000년대에 벵갈 고양이는 매우 인기 있는 품종이 되었다. 2019년 기준, 전 세계적으로 거의 2,000마리의 벵갈 사육자가 있다.
| Year  | 벵갈 고양이를 키우는 사람 수 (TICA 기준) |
| ----- | ---------------------------------------- |
| 1992  | 125                                      |
| 2019* | 1,979                                    |

## 외형

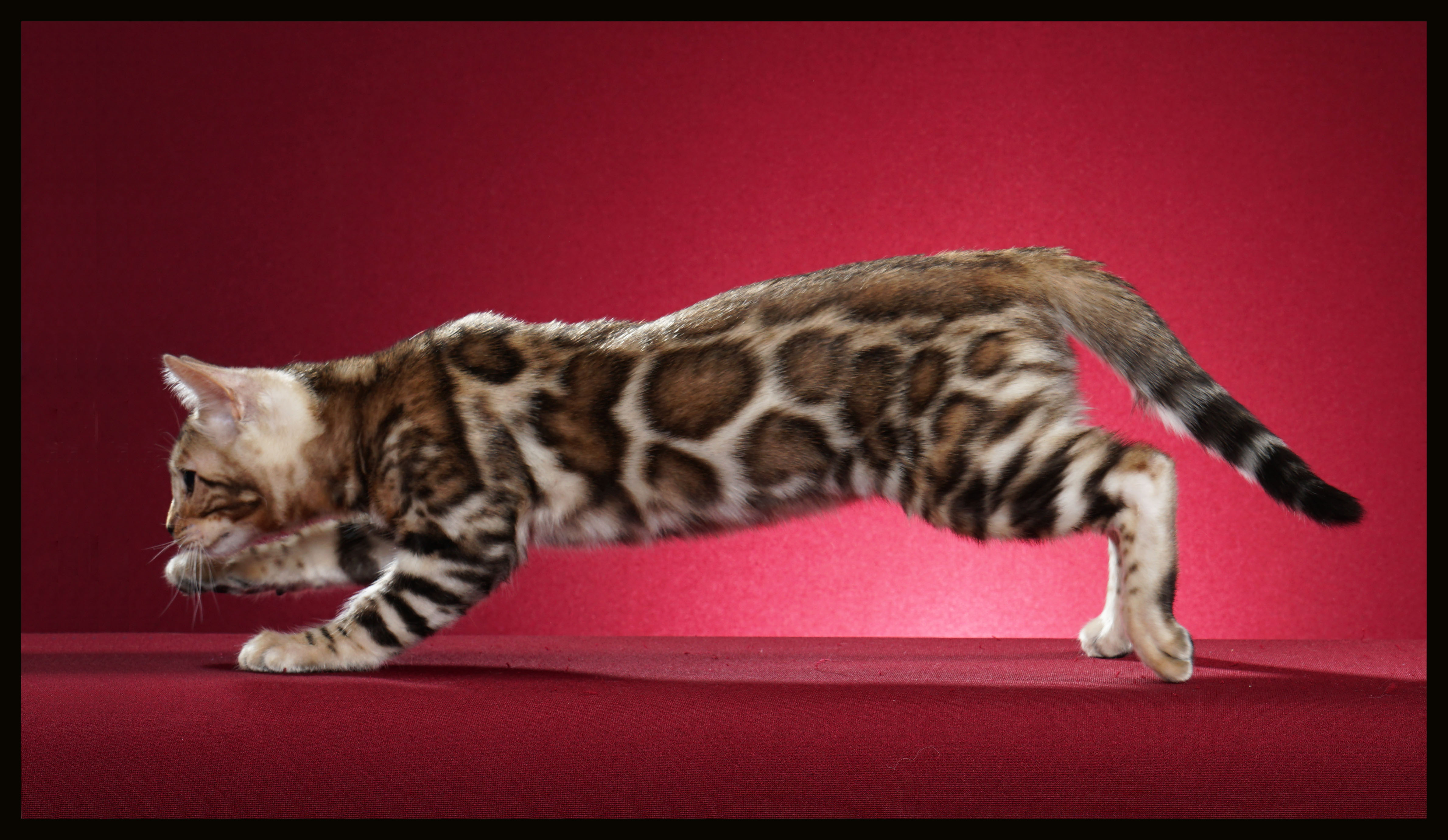
갈색 벵갈 고양이. 벵갈 고양이는 비교적 뒷다리가 더 길다.

### 색
벵갈은 다양한 색깔의 털을 가지고 있다. 국제고양이협회(TICA)는 벵갈의 다양한 색깔을 인정하고 있다. 갈색 얼룩무늬, 은색 등의 벵갈이 인정된다.

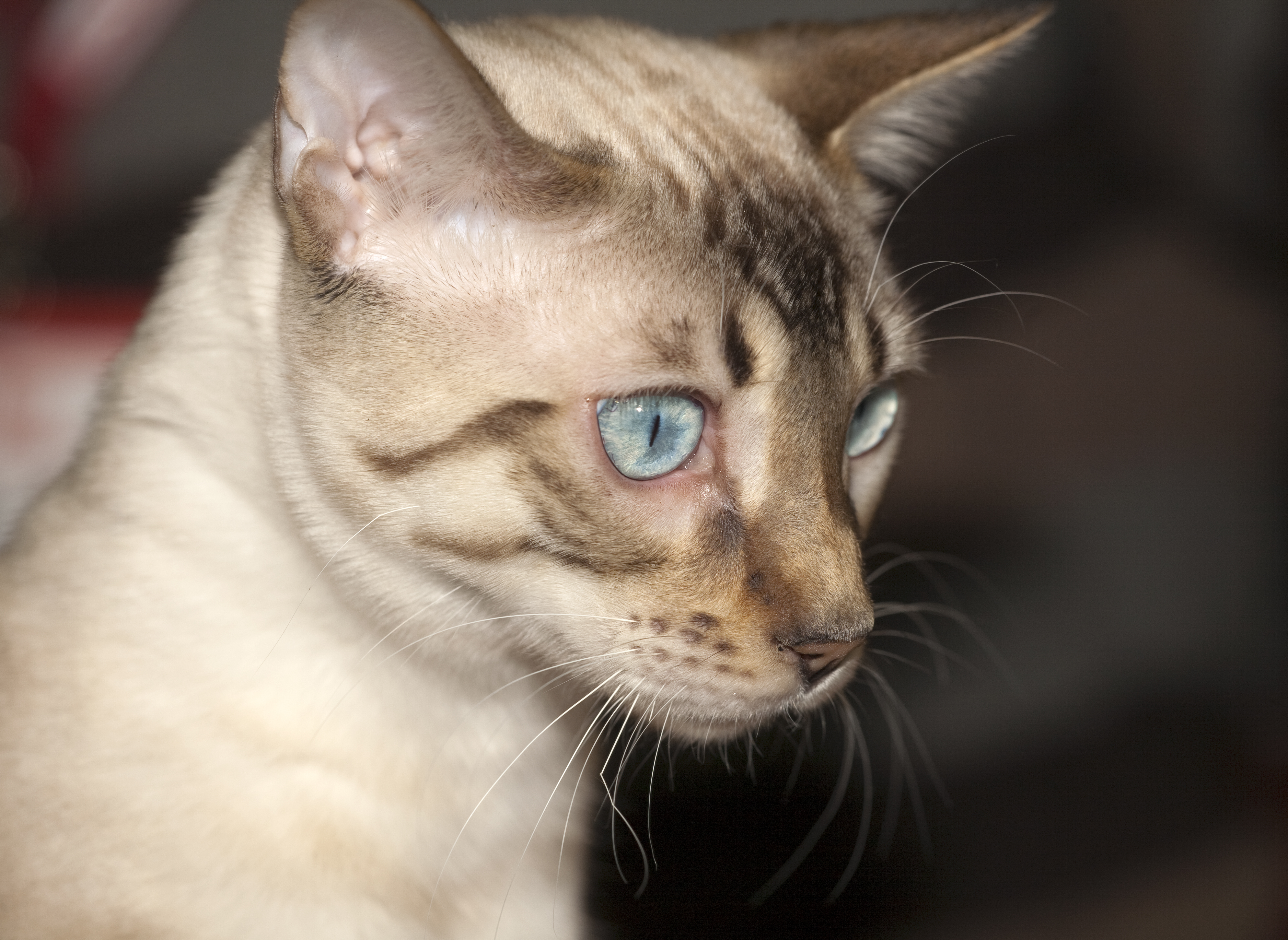
"마스카라" 자국이 있는 벵갈.

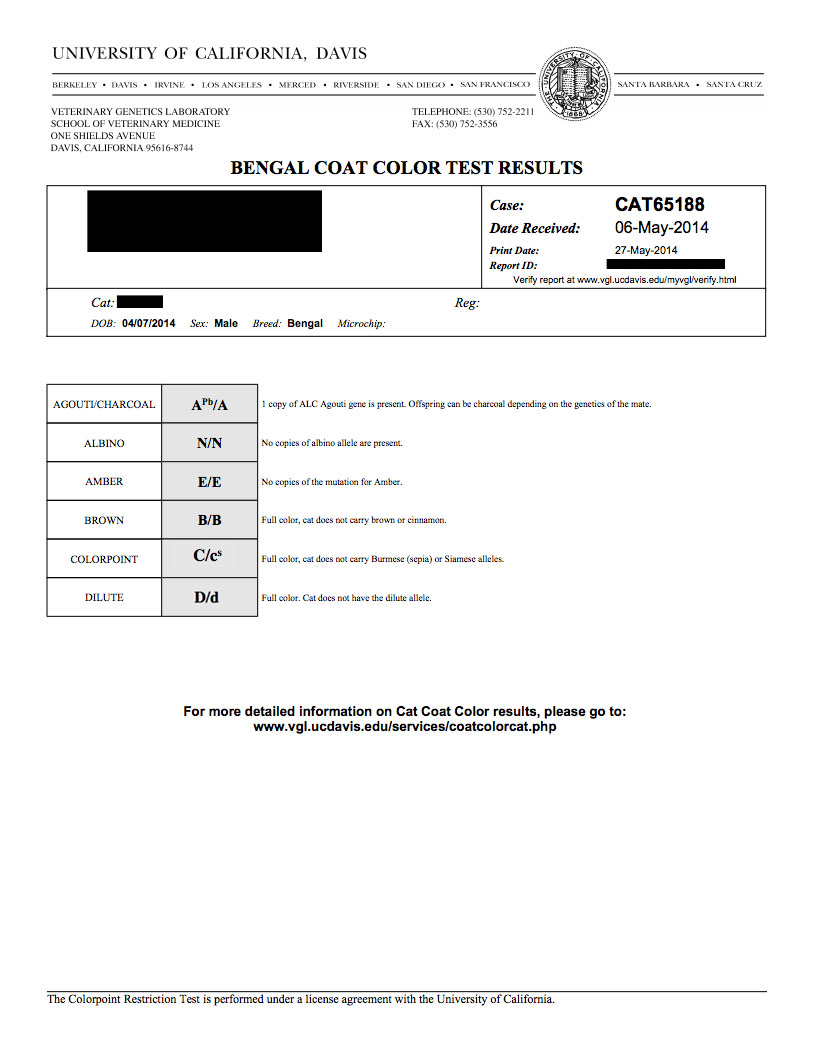
세 가지 열성 색을 지닌 벵갈 고양이를 보여주는 UC Davis Bengal DNA 테스트

### 크기
벵갈 고양이는 평균보다 조금 큰 크기의 얼룩무늬 고양이 품종이다. 체형은 날씬하며. 근육질 몸 때문에 보통의 집고양이보다 더 크다.

## 성격
벵갈 고양이는 영리하고, 활기차고, 장난기가 많다. 주인들은 그들의 벵갈은 자연스럽게 물건들을 훔쳐오고, 그들은 종종 물에서 노는 것을 즐긴다고 말한다.

## 알레르기 반응
벵갈은 종종 사육업자들과 애완동물 입양 기관들에 의해 저알레르기 품종이라고 불린다. 벵갈 고양이는 평균치보다 낮은 수준의 알레르겐을 생성한다고 한다. 그러나, 확실한 증거는 아직 과학적으로 증명되지 않았다.
미주리 대학의 고양이과 비교유전학 연구소를 운영하는 고양이 유전학자 레슬리 라이언스는 저알레르기 고양이와 같은 것은 없다고 관찰하면서 이러한 주장을 무시한다. 따라서 저알레르기 품종으로 추정되는 품종은 심각한 알레르기를 가진 사람들 사이에서 여전히 반응을 일으킬 수 있다.

## 벵갈 롱헤어

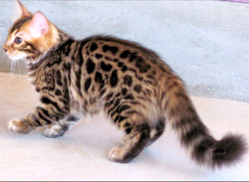
새끼 장모 벵갈 고양이

일부 장모 벵갈 고양이는 때때로 발견된다. 여러 종의 집고양이들이 벵갈 품종을 만드는 데 사용되었고, 긴 털 유전자는 이들 중 몇몇 종에서 유래했다는 이론이 있다. UC Davis는 긴 털에 대한 유전자 검사를 개발하여 벵갈 사육자들이 그들의 번식 프로그램을 위해 긴 털 유전자를 가진 벵갈 고양이를 선택할 수 있게 했다.

## 같이 보기
- 오시캣
- 고양이의 품종 목록